# Invisible (album)
Pour les articles homonymes, voir Invisible (homonymie).
Albums de Bérurier Noir
L'Opéra des loups
Invisible est un album de Bérurier Noir sorti en décembre 2006 sur le label Folklore de la zone mondiale. Il s'agit du dernier album du groupe qui, après sa première séparation en 1989, s'était reformé temporairement entre 2003 et 2006.

## Biographie
En 2003, quatorze ans après les concerts d'adieu à l'Olympia, le groupe Bérurier Noir se reforme. Face au très bon accueil réservé à leurs premiers concerts de reformation les membres du groupe décident d'enregistrer un nouvel album studio. Après la sortie d'un album live retraçant les premiers concerts de reformation du groupe (L'Opéra des loups en 2005), le groupe annonce la sortie de ce nouvel album pour le début 2006. La sortie du disque est ensuite retardée et en mai le groupe se sépare. Dans son communiqué il indique néanmoins que l'album, déjà enregistré et intitulé Dérive mongole, sortira malgré tout. C'est finalement le 4 décembre 2006, cinq mois après cette nouvelle séparation du groupe et quatorze ans après la sortie de Souvent fauchés, toujours marteaux (leur précédent album studio), que sort cet album renommé Invisible.
L'album est composé de douze morceaux dont deux (Le cerf, le druide et le loup et Liberté) étaient déjà présents en version live sur l'album L'Opéra des loups.
Au niveau musical on retrouve globalement le son qui caractérisait le groupe. Néanmoins la musique apparait comme plus travaillée. Ainsi la boîte à rythme, plus évoluée techniquement que celle que le groupe employait dans les années 1980, produit sur cet album des sons plus sophistiqués et plus variés. La musique est aussi enrichie à certains moments d'éléments électroniques ou de samples.
On notera aussi le titre Love in Laos dans lequel pour la première fois le chant est (en partie) en anglais.
En ce qui concerne les textes on reste dans les habitudes du groupe avec des textes engagés et enragés, appelant à la révolte, comme Coup d'état de la jeunesse ou On en a marre. On constate aussi que le thème de l'écologie prend une place assez importante dans l'album (Le Cerf, le druide et le loup, L'Enfant bleu). Parmi les autres thèmes figurent l'Asie (La Fille du Delta), la sexualité (Love in Laos) ou encore la dénonciation de l'impérialisme américain (Empire State Bulldog).

## Liste des titres
1. Le cerf, le druide et le loup - 3:52
2. Coup d'État de la jeunesse - 2:50
3. Dans un rêve flamboyant - 2:47
4. Love in Laos - 4:15
5. E.S.B. (Empire State Bulldog) - 3:16
6. L'enfant bleu - 3:26
7. La pluie - 3:28
8. On en a marre - 4:31
9. La fille du delta - 3:31
10. Liberté - 3:15
11. Sur la piste inconnue - 4:03
12. Quelque part - 3:26